# Defence-in-depth
Defence-in-depth  is de basis van de nucleaire veiligheidscultuur, dit is het geheel van maatregelen die tijdens de ontwerpfase, bouw, exploitatie en ontmantelingsfase van een kerncentrale worden genomen om de werknemers, de bevolking en het milieu tegen de schadelijke effecten van radioactiviteit en ioniserende straling te beschermen. Het principe bestaat erin om verschillende onafhankelijke en redundante verdedigingslagen aan te brengen, zodat technische, menselijke en organisatorische tekortkomingen of fouten gecompenseerd kunnen worden. Op die manier is er geen enkele laag, hoe robuust en veilig ook, die uitsluitend voor de veiligheid van de centrale of installatie zorgt. Het ontwerp van iedere kerncentrale dient aan een uitgebreide risicoanalyse onderhevig te zijn.
Defence-in-depth bestaat uit drie barrières: 
- Preventie van problemen, door een goed ontwerp
- Toezicht op de installatie, zodat fouten snel opgemerkt worden en problemen vermeden kunnen worden
- Mogelijkheden om problemen die toch zouden optreden, op te lossen

Een andere mogelijkheid om deze 3 barrières in te vullen is de volgende:
- Ontwerp: door het ontwerp van de centrale dat ervoor zorgt dat de fysieke barrières intact kunnen blijven.
- Werkwijzen: door het bestaan van procedures en het correct gebruik ervan.
- Gedrag: door het nemen van maatregelen tegen menselijke factoren die fouten in de hand werken.

Situaties waarbij een verdedigingslaag aangetast wordt, geven aanleiding tot een melding op de INES-schaal.